# フアン・ポンセ・デ・レオン

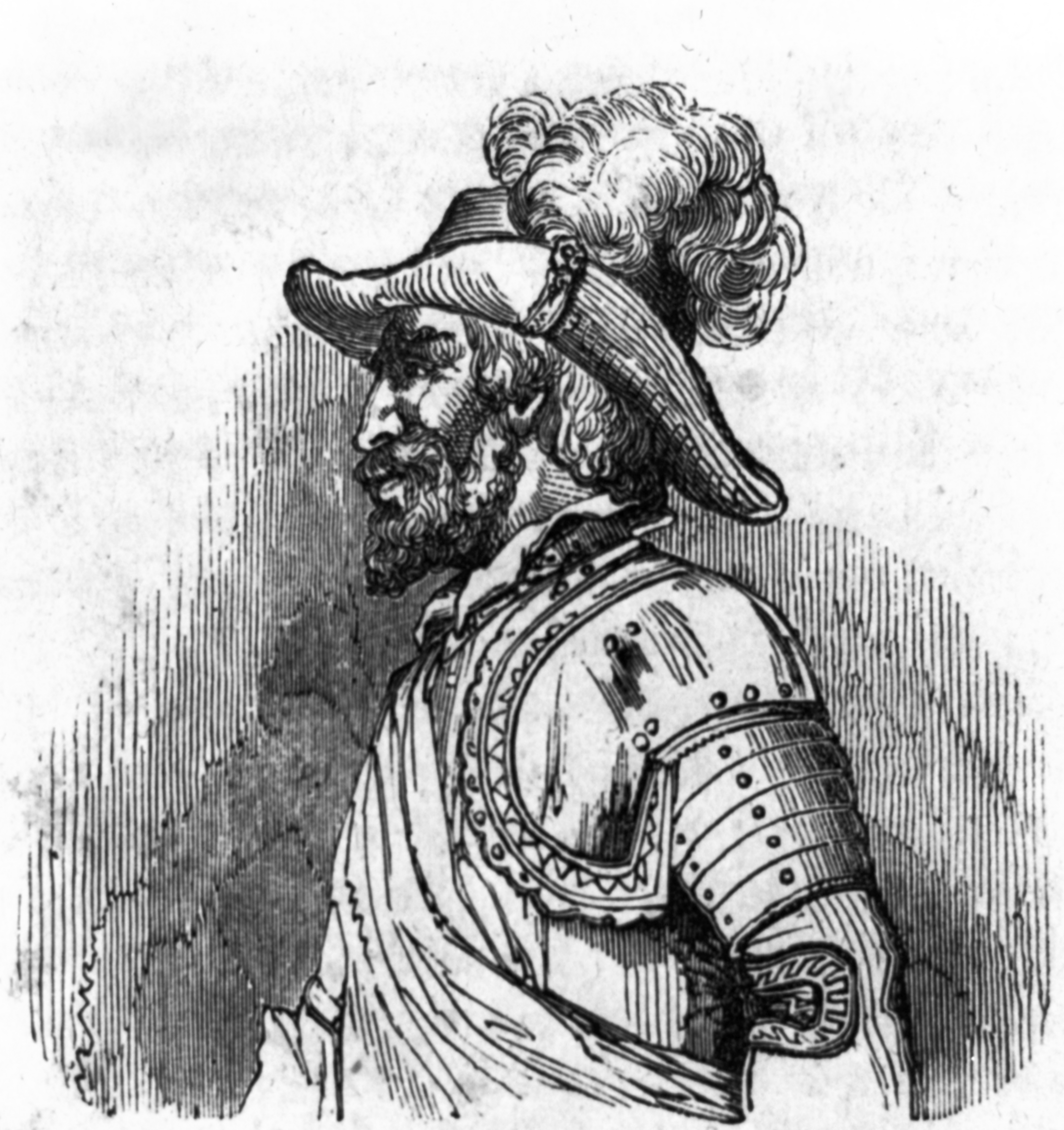
フアン・ポンセ・デ・レオン

フアン・ポンセ・デ・レオン（Juan Ponce de León, 1474年 - 1521年7月）は、スペインの探検家、コンキスタドール。
スペインの都市サンテルバス・デ・カンポス（バリャドリッド県）に生まれる。若い頃より、イベリア半島にあるムーア人最期の地、グラナダ征服の戦争に参加する等していた。ポンセ・デ・レオンは新世界への2度目の航海で、クリストファー・コロンブスにも同行している。彼は当時のスペイン君主によって、プエルトリコの最初の統治者にも任命された。また、ヨーロッパ人としては初と言われるフロリダまでの航海を行い、若返りの泉の伝説とも結びつけて考えられる人物である。

## 新世界への到達
ポンセ・デ・レオンは、タークス・カイコス諸島、グランドターク島コックバーンタウンがある場所へ最初に上陸し、そののちすぐにイスパニョーラ島へ住み着いたと考えられている。彼はタイノ族によるイスパニョーラ島東部の征服を援助し、報酬としてそこで形成されたイグエイという地域で長官の地位を与えられた。ここに留まっている間、彼はボリンケン（現プエルトリコ）にある富裕な財産の話を聞きつけ、そこへ行く許可を得た。
1508年、ポンセ・デ・レオンは、サン・フアン港の近隣カパラに最初の入植地を築いた。スペイン人を神と信じるタイノ族の酋長（カシク）、アゲイバナ（Agüeybaná）は、ポンセ・デ・レオンを心から歓迎した。ポンセ・デ・レオンはすぐに島の統制を敷くことが可能となり、結果的に1509年、彼はプエルトリコの統治者に指名された。ポンセ・デ・レオンと他のコンキスタドール達は、要塞の建設や鉱山でタイノ族を働かせたが、免疫を持っていなかったためにスペイン人達が持ち込んだ病に侵され、大多数のタイノ族が亡くなった。しかし、ポンセ・デ・レオンは、統治期間中に裕福になっていた。彼はレオノールという名のスペイン人女性と結婚し、2人の娘と1人の息子をもうけている。

## プエルトリコ統治権の剥奪
1506年、大陸の発見以来生涯を通じて軍の司令官に地位に就いていたクリストファー・コロンブスの死後、スペインの権威は彼の息子ディエゴ・コロンブスに、父親と同等の特権を与えることを拒んだ。その当時のスペイン君主は、プエルトリコを植民地化し、統治する人物にポンセ・デ・レオンを選任した。その間、ディエゴ・コロンブスはマドリードにある裁判所で特権に関する主張が認められていた。ポンセ・デ・レオンは1511年に、プエルトリコ統治の公職から退いている。その名に傷がつき、ディエゴが職を継ぐことを望んでいなかったポンセ・デ・レオンは、その後キューバの北部を探索できる権利を獲得した。

## 若返りの泉
一般の伝承によれば、ポンセ・デ・レオンは若返りの泉を探している間に、フロリダを発見したのだという。若さを取り戻すとされるその泉の物語は、大西洋を隔てたアメリカ・ヨーロッパの大陸においてもポンセ・デ・レオン以前から存在していたが、彼と泉を探す物語が結びつけて考えられたのは、彼が逝去した後のことだった。1535年の作品「Historia General y Natural de las Indias（インディアス全史）」でゴンサロ・フェルナンデス・デ・オビエドは、ポンセ・デ・レオンが自身の精力減退を治癒するために、泉を探したのだと書いている。同様の記述が、フランシスコ・ロペス・デ・ゴマラが著した方の「インディアス全史」にある。また1575年、少年の頃に乗っていた船が座礁し、インディアンの捕虜として、17年間フロリダで過ごした経験を持つエルナンド・デ・エスカランテ・フォンタネダは、memoir（回想録）を出版した。この中でフォンタネダは泉がフロリダにあると書き、そこでレオンがその水を探したと書いた。フォンタネダは自身が書いたこの回想録の内容にやや懐疑的であったが、この記述は後にスペインの歴史家アントニオ・デ・エレラ・イ・トルデシージャスが、新世界におけるスペインの歴史について記した、作品「Historia general de los hechos de los Castellanos en las islas y tierra firme del Mar Oceano」にも含まれている。

## 処女航海とフロリダの発見
1513年、ポンセ・デ・レオンは自費で3つの船を用意し、発見と征服の航海へ出た。同年3月27日、彼は島を見つけたが、上陸せずに航海を続けた。4月2日に、彼は新しく「発見した」土地の東岸に上陸する。この土地が、現在のフロリダ州にある北東の海岸のどこかではないかと議論されている場所である。ポンセ・デ・レオンはこの土地を「ラ・フロリダ」とした。「花でいっぱいの」という意味を持つこのラ・フロリダという名を付けたのは、ポンセ・デ・レオンが現地で咲き誇る植物を見たためであるという理由と、彼が上陸した時期はちょうどスペインで復活祭（パスクア・フロリダ、花の過越祭）中であったからという2つの理由がある。フロリダではこの出来事が起源となり、実際にパスクア・フロリダ・デイとして4月2日が祝日になっている。
ポンセ・デ・レオンはその後フロリダの海岸を沿って南へ航海を続け、発見した川を海図に書き取り、フロリダ・キーズを渡ってフロリダの西岸からロマーノ岬へ向かった。それから彼は南のハバナを訪れ、次にそこから北側のフロリダへ再び戻り、プエルトリコへ戻る前にチェケスタ（ビスケーン・ベイ）に停泊している。
フロリダで1513年にスペイン語を話せるネイティブ・アメリカンの人々と、最低でも1人は出くわしているはずと考えられていることから、ポンセ・デ・レオンはフロリダに到達した最初のヨーロッパ人ではないという意見もある。

## スペインへの帰還
1514年、ポンセ・デ・レオンはスペインへ戻り、グアドループのカリブ族の支配と、フロリダの島々を植民地とする職権が与えられた。しかし、翌1515年に行われた、彼のグアドループへの遠征は失敗に終わり、プエルトリコへ戻って1521年まで滞在した。

## フロリダへ最後の遠征
1521年、ポンセ・デ・レオンは2隻の船で、植民地を建設するための遠征隊を組織した。これらは牧師や農夫・職人を含む200人の乗組員、50頭の馬と飼いならされた他の動物、そして農機具で構成されていた。遠征隊はカローサハッチー川（Caloosahatchee River）またはシャーロット湾（Charlotte Harbor）付近の、フロリダ南西岸に上陸した。しかし、植民地開拓者達は到着するなりすぐにネイティブ・アメリカンのカルーサ族に襲撃され、ポンセ・デ・レオンは肩に毒矢を受けて負傷した。この毒矢に使われていたのは、マンチニールの樹液から得られた毒で、この襲撃の後、ポンセ・デ・レオンと彼の植民者達はハバナへ向かうも、彼はキューバでその怪我により死亡した。彼の墓はプエルトリコのオールド・サン・フアンにあるサンフアン大聖堂に位置している。

## 関連項目

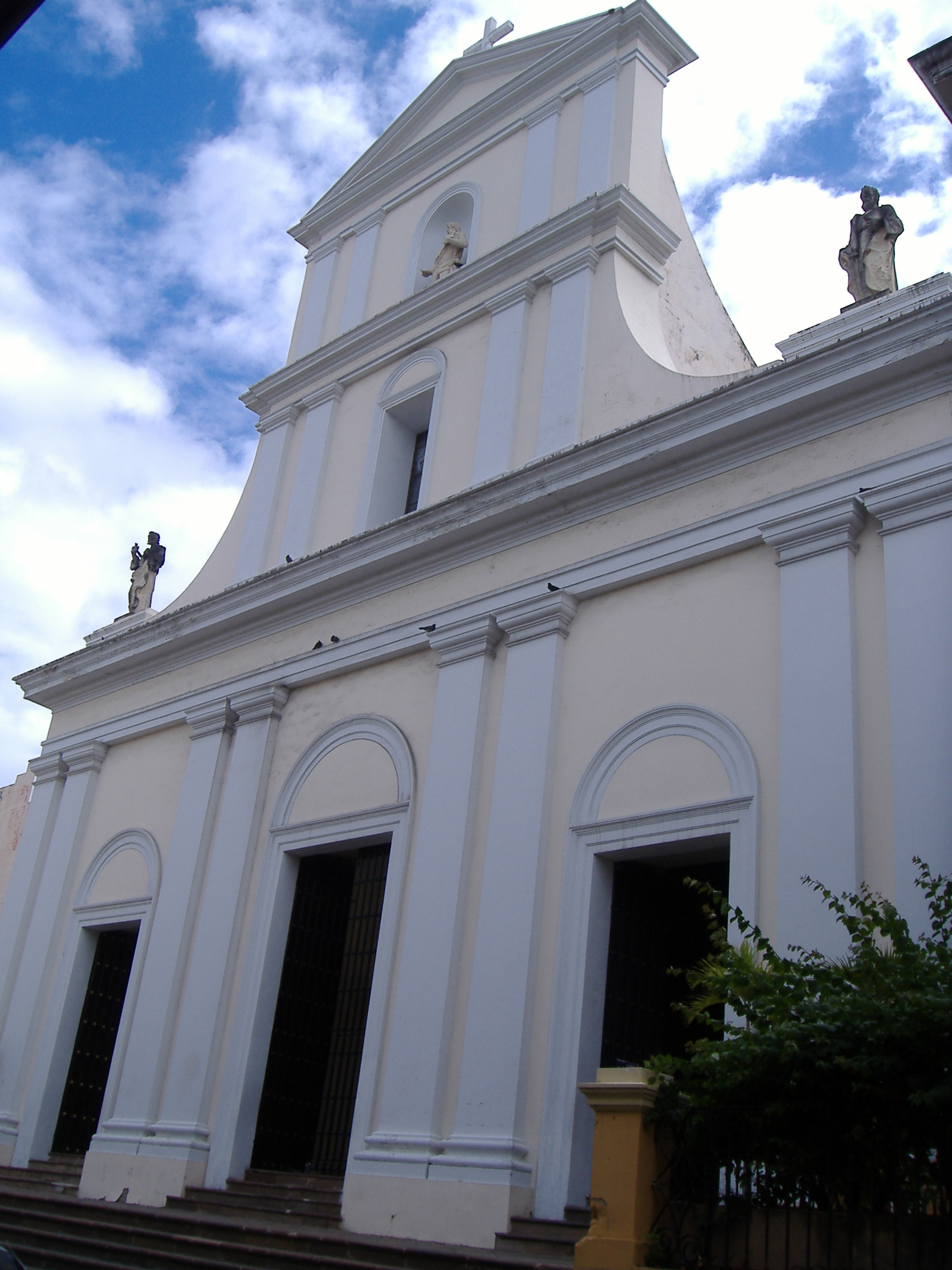
ポンセ・デ・レオンの棺が納められている、サンフアン大聖堂

## 参考
以下は、翻訳元の英語版（w:en:Juan Ponce de León）からの出典項目である。
- Webster's Biographical Dictionary, 1st edition, 1961, G & C. Merriam Co., p. 1200. Ponce de León's year of birth is uncertain.
- Ponce de Leon, Juan. The Columbia Electronic Encyclopedia, 6th ed. 2005. Columbia University Press - accessed December 28, 2005
- Florida of the Conquistador - accessed December 27, 2005
- Gonzalo Fernández de Oviedo. Historia General y Natural de las Indias, book 16, chapter XI.
- Francisco López de Gómara. Historia General de las Indias, second part.
- "Fontaneda's Memoir". Translation by Buckingham Smith, 1854. From keyshistory.org. Retrieved March 28, 2007.
- The 2005 Florida Statutes - Chapter 683 - LEGAL HOLIDAYS; SPECIAL OBSERVANCES - accessed December 27, 2005
- Smith, Hale G. and Marc Gottlob. 1978. Spanish-Indian Relationships: Synoptic History and Archaeological Evidence, 1500-1763, in Milanich, Jerald and Samuel Proctor. Tacachale: Essays on the Indians of Florida and Southeastern Georgia during the Historic Period. Gainesville, Florida: The University Presses of Florida. ISBN 0-8130-0535-3